# Північний Калімантан
Північний Калімантан (індонез. Kalimantan Utara) — провінція Індонезії, розташована на острові Калімантан і низці невеликих суміжних островів. Населення, за офіційними даними 2015 року, становить 641 936 осіб. Площа — 77 382,78 км².
Створена в жовтні 2012 року за рахунок виділення частини території зі складу провінції Східний Калімантан, вона є, за станом на кінець 2017 року, наймолодшою провінцією Індонезії. В її складі — 4 округи і 1 міський муніципалітет. Адміністративний центр — місто Танджунґселор (індонез. Tanjung Selor), найбільший економічний і інфраструктурний центр — Таракан (індонез. Tarakan).

Етноконфесійних склад населення дуже різноманітний. Основну його частину становлять представники різних даякських народів, банджари і сулу. Відносна більшість населення — мусульмани-суніти, однак є й досить численні громади християн, як католиків, так і протестантів.
Західна частина провінції переважно гориста, східна — рівнинна. Значна частина території покрита джунглями, є безліч річок. Природа провінції відрізняється великою різноманітністю, зустрічаються представники багатьох рідкісних біологічних видів. Тут знаходиться один з найбільших національних парків Південно-Східної Азії — Каян-Ментаранг.
Основними галузями місцевої економіки є нафто- і газовидобуток, нафтопереробка, лісова промисловість і рибальство. На острові Таракан є міжнародний аеропорт.

## Історія

### Доколоніальна і колоніальна доби
Історично територія провінції була зоною розселення даякських народностей і малайців, причому останні здавна мали значний культурний вплив на перших. Процес малайзації місцевих даяків став найважливішим чинником етногенезу таких етногруп, як мурути і тідунґи. У деяких інших випадках він призводив до того, що малайці займали місце спадкової племінної верхівки у спільнотах, що залишалися в цілому даякськими. До початку першого тисячоліття нашої ери соціальна структура деяких з місцевих етнічних спільнот була вже досить складною, що дає підставу деяким індонезійським дослідникам говорити про утворення тут за цих часів інститутів державності. Так, в індонезійській історіографії існує точка зору, відповідно до якої першу державу на землях нинішнього Північного Калімантану було створено 1076 року тідунґами. Разом з тим брак достовірних відомостей про це утворення, осередок якого спочатку знаходився, очевидно, на острові Таракан, а пізніше перемістився на Калімантан, залишає місце для сумнівів щодо того, чи було воно дійсно повноцінною державою, або ж чи було — принаймні на ранньому етапі — якимось додержавним племінним об'єднанням.

Прапор султанату Булунґан, який існував на території провінції в 1731–1964 роках

Першим напевно відомим державним утворенням у теперішніх границях провінції було князівство Бера́у (індонез. Berau), засноване 1377 року на узбережжі моря Сулавесі. З XVI століття у суперництво за ці землі вступили три впливові суміжні султанати: південнокалімантанський Банджармасін і розташовані на північно-східній частині острова Сулу і Бруней — в різні періоди вони розширювали свої володіння за рахунок земель нинішнього Північного Калімантану або підкоряли місцеві державні утворення своєму впливу. Так, Берау згодом виявився у васальній залежності від султанів Банджармасіну, а відколовся від нього 1731 року султанат Булу́нґан був у короткі строки підпорядкований правителями Сулу.
У першій половині XVIII століття почалося освоєння прилеглих територій Калімантану нідерландськими колонізаторами. Основні зусилля Нідерландської Ост-Індійської компанії (НОІК) були спрямовані на підпорядкування Банджармасін, який в той період знаходився на піку своєї могутності і, на відміну від багатьох інших держав цієї частини Малайського архіпелагу, відмовлявся від співпраці з європейцями на їхніх умовах. 1787 року в обмін на допомогу голландців в боротьбі з претендентами на престол банджармасінський султан змушений був визнати себе васалом НОІК. Серед володінь султана, які фігурували у відповідній нерівноправній угоді, були Берау і Булунґан.
Нідерландці приступили до створення опорних точок на підвладних Банджармасіну землях, проте вже 1797 року були змушені залишити їх через конфлікт з місцевим населенням. Відновити свою присутність в цій частині Калімантану їм вдалося лише 1826 року, після укладення угоди про протекторат Гааги над Банджармасіном: до тієї миті НОІК вже не існувала, і колонізація Ост-Індії здійснювалася безпосередньо урядом Нідерландів.

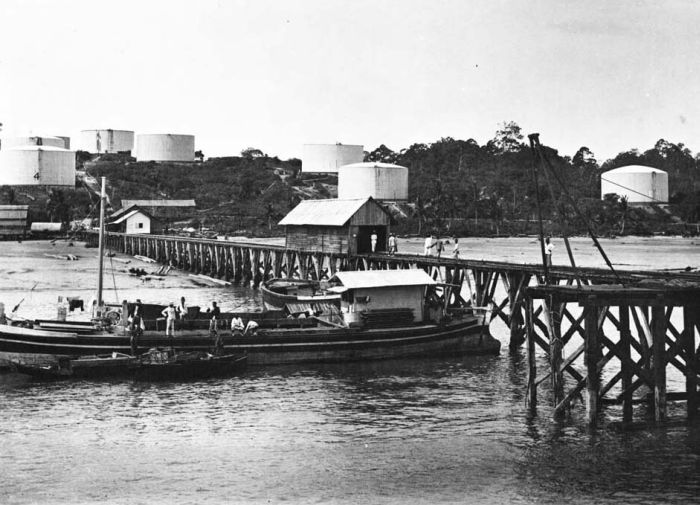
Нафтоналивний порт Таракана. Початок XX століття

До прискореного закріплення позицій на східнокалімантанському узбережжі нідерландців підштовхнула британська колоніальна експансія у суміжних районах острова: в кінці 1830-их років Джеймс Брук приступив до підкорення Саравака, а 1844 року інший британський авантюрист Джеймс Ерскін Мюррей (англ. James Erskine Murray) здійснив експедицію у султанат Кутай. До 1850 року Гаазі вдалося укласти угоди про протекторат з усіма державними утвореннями, які перебували у східній частині нинішнього індонезійського Калімантану, зокрема з тими, які повністю або частково розташовувалися на території провінції Північний Калімантан: султанатами Булунґан, Ґунунґ-Табур і Самбаліунґ — останні два утворилися в 1810-ті роки внаслідок розколу Берау. Проте, дійсна нідерландська присутність на цих територіях ще довгий час була досить незначною, що дозволяло сусіднім феодальним утворенням надавати відчутний вплив принаймні на частину з них. Так, Булунґан зберігав залежність від султанату Сулу до 1878 року, коли було підписано іспано-британську угоду про розмежування колоніальних володінь у Південно-Східній Азії. Остаточне встановлення фактичного контролю нідерландців над внутрішніми районами провінції відноситься до 1900-их років — періоду, коли володіння Нідерландської Ост-Індії були поширені на всі території сучасної Індонезії, а делімітацію кордонів колоніальних володінь Нідерландів і Великої Британії на північному сході Калімантану було завершено тільки 1915 року. До цього ж часу відноситься відкриття і початок розробки нафтових родовищ у північно-східній частині нинішньої провінції, зокрема, на острові Таракан, які за короткий час стали одним з найважливішим джерел нафти в колонії.

### Період японської окупації, входження до складу Індонезії
Під час Другої світової війни ця територія опинилася першим районом нідерландських ост-індійських володінь, у які ввергнулися війська Японії, — це було пов'язано із зацікавленістю Токіо в якнайшвидшому опануванні тутешніми нафтопромислами. Битва за острів Таракан, яка відбулася 10–11 січня 1942 року, стала першою і однією з найзапекліших зіткнень операції в Нідерландській Ост-Індії. Гарнізон Королівської нідерландської ост-індійської армії проігнорував японський ультиматум з вимогами здачі нафтовидобувної інфраструктури в непошкодженому вигляді і капітулював тільки після знищення значної її частини — внаслідок усі полонені були страчені. До лютого 1942 року вся територія нинішньої провінції контролювалася японцями. Пізніше її, як і більшу частину території центральної та східної Індонезії, було віднесено до зони окупації 2-го флоту Японії.

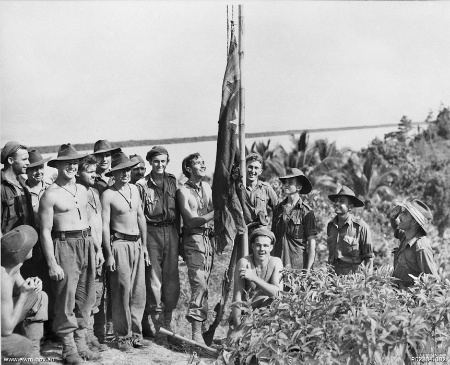
Австралійські солдати піднімають прапор на першому захопленому ними плацдармі на Таракані. 1 травня 1945 року

Японцям вдалося досить швидко відновити, а потім й істотно розвинути нафтовидобувні потужності Таракану: якщо 1941 року, при нідерландцях, обсяг щомісячного видобутку становив близько 80 тисяч барелів, то до початку 1944 року він був доведений до 350 тисяч барелів. На острові було дислоковано велико гарнізон, постачання якого харчами викликало масовий голод серед місцевого населення. Сюди, а також на деякі інші території, що входять наразі до складу Північного Калімантану, з Яви перекидалися ромуся для робіт на нафтопромислах і будівництві оборонних споруд, а також жінки для організації «станцій втіхи».
1945 року ця частина Калімантану знову ж стала першою з частин острова, звільнених від японської окупації у ході військової кампанії, що почалася в травні 1945 року. Осереддям найзапекліших боїв знову став Таракан: організований опір японців австрало-нідерландським силам тривав більше шести тижнів.
Австралійські війська перебували на території Північного Калімантану протягом півроку після завершення бойових дій. До початку 1946 року тут було відновлено структури нідерландської колоніальної адміністрації. Незабаром ці землі було включено до складу створеного за підтримки Нідерландів маріонеткової квазі-незалежної держави Східний Калімантан (індонез. Negara Kalimantan Timur), яка в листопаді 1949 увійшла до складу Сполучених Штатів Індонезії (індонез. Republik Indonesia Serikat) — федеративного утворення, що володіло державним суверенітетом в особливій унії з Нідерландами. Існування держави Східний Калімантан виявилося нетривалим — в квітні 1950 року вона увійшла до складу Республіки Індонезії.

### У складі Індонезії

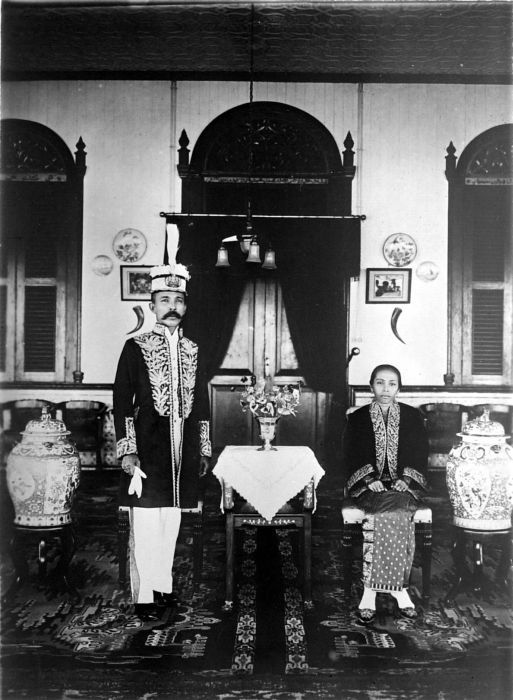
Султан Маулана Джалалуддін, останній правитель Булунґана

Спочатку ця територія входила до складу провінції Калімантан, що охоплювала всю індонезійську частину острова, а після розділу останньої 1956 року увійшла до складу провінції Східний Калімантан. Примітно, що наявні тут султанати Самбаліунґ, Ґунунґ-Табур і Булунґан деякий час продовжували формально існувати у статусі автономних територіальних одиниць у складі провінції, хоча повноваження їхніх правителів були значно урізані. Перші два були офіційно ліквідовані в 1950-ті роки, Булунґан же припинив існування 1964 року після загибелі усієї султанської сім'ї від рук ліворадикальних екстремістів.
Плани з виділення північної частині Східного Калімантану в окрему провінцію стали озвучуватися в 2000-ні роки в контексті курсу на децентралізацію державної влади та розукрупнення адміністративно-територіального поділу країни. Практичне опрацювання питання почалося 2011 року. У міністерстві внутрішніх справ Індонезії та профільної комісії Ради народних представників (РНП) такий захід мотивувався необхідністю поліпшення адміністративного, поліцейського і митного контролю над цими районами, а також прискорення їхнього соціально-економічного та інфраструктурного розвитку. Особливо наголошувався прикордонний чинник. Так, за заявою голови згаданої комісії РНП Аґуна Ґунанджара (індонез. Agun Gunanjar), виділення північній частині Східного Калімантан в окрему провінцію покликане зміцнити суверенітет Індонезії над прикордонними з Малайзією районами і запобігти виникненню територіальних сперечань, подібних суперечці про приналежність островів Сіпадан і Ліґітан, вирішене 2002 року Міжнародним судом ООН на користь Малайзії.
25 жовтня 2012 року Рада народних представників у ході пленарного засідання схвалила законопроєкт про утворення провінції Північний Калімантан. 16 листопада 2012 року відповідний закон вступив у чинність після його підписання президентом країни Сусіло Бамбанґом Юдхойоно під офіційною назвою «Закон № 20 від 2012 року про утворення провінції Північний Калімантан».

## Фізико-географічна характеристика

Топографічна карта Північного Калімантану

### Географічне положення і рельєф
Провінція розташовується у північно-східній частині індонезійської території острова Калімантан, виходить до моря Сулавесі. На півночі і заході межує з територією Східної Малайзії (північна ділянка кордону припадає на штат Сабах, західний — на штат Саравак), на півдні — з індонезійською провінцією Східний Калімантан. Загальна протяжність ділянки державного кордону, що припадає на провінцію, становить 1038 км. Кілька її невеликих відрізків станом на 2016 рік залишаються предметом спору між Індонезією і Малайзією.
Маючи площу 75 467,70 км², займає за цим показником 8 місце з 34 провінцій Індонезії і становить 3,95% території країни.

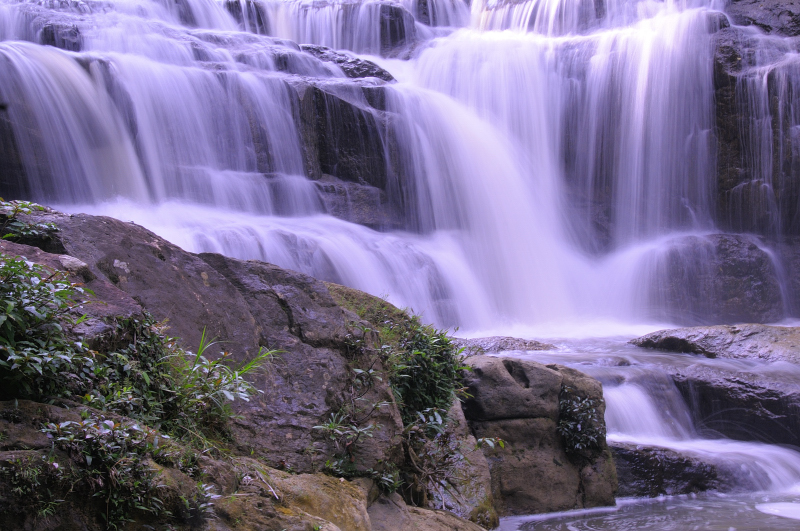
Водоспад Ідаман на одному з рукавів річки Каян в межах міста Танджунґселор

Східна частина провінції переважно рівнинна, західна — гориста: тут знаходяться значні частини гірських хребтів Іран і Апо-Дуат. Середня висота території Північного Калімантану над рівнем моря — 56 метрів. Висота найвищої гірської вершини — Бату-Джумак (індонез. Batu Jumak), що знаходиться в південній частині провінції, — становить 2250 метрів.
Північнокалімантанська ділянка узбережжя моря Сулавесі сильно порізана. До складу провінції входить безліч невеличких островів, розташованих в річкових дельтах і в морі біля узбережжя Калімантану. Найзначніші за площею острови — Нунукан, Таракан, Бунью, а також Себатік, північна частина якого належить Малайзії.

### Клімат
Клімат, як і на більшій частині Малайського архіпелагу, екваторіальний з двома питомими сезонами: сухим, що триває зазвичай з травня по жовтень, і дощовим — зазвичай з листопада по квітень. Температурний режим на території провінції досить рівномірний: середньорічна температура — близько +27,7 °C, середньорічний температурний максимум — +32,6 °C, середньорічний мінімум — +23,9 °C. Середньорічний показник відносної вологості повітря в різних районах також коливається незначно — в межах 81%–84%, хоча показники середньорічного мінімуму досить різні — від 51% на острові Нунукан в північно-східній частині провінції до 77% в її адміністративному центрі Танджунґселорі. Середньорічний обсяг атмосферних опадів становить близько 2500 мм. Найбільшої потужності дощі зазвичай досягають у січні–лютому, найменшої — в червні.

### Природні умови
Значна частина території зайнята джунглями: на заході і південному заході розташовуються борнейські гірські дощові ліси, у центрі знаходяться борнейські рівнинні дощові ліси, уздовж узбережжя простягаються лісу Керанґас, борнейські торф'яні заболочені ліси і мангрові зарості. Багато повноводних річок, що протікають переважно в напрямку із заходу на схід. У гористій місцевості річки утворюють пороги, водоспади, при впадінні у море — розгалужені, місцями заболочені дельти. Найбільші річки — Сембакунґ, Сесаяп, Себуку, Секатак, Каян, Бахау, Малінау.
Територією провінції знаходяться багато з найменш порушених цивілізацією районів Калімантану. Місцеві флора і фауна вельми багаті й різноманітні. Тут зустрічаються, зокрема, такі рідкісні, уразливі або зникомі види, як слон борнейський, калімантанський орангутанг, гібон Мюллера, носач, білолобий і бордовий сурілі, борнейська кішка, китицевуха вивірка, калімантанський безвухий варан. Серед рослин особливою різноманітністю відрізняються орхідеї.

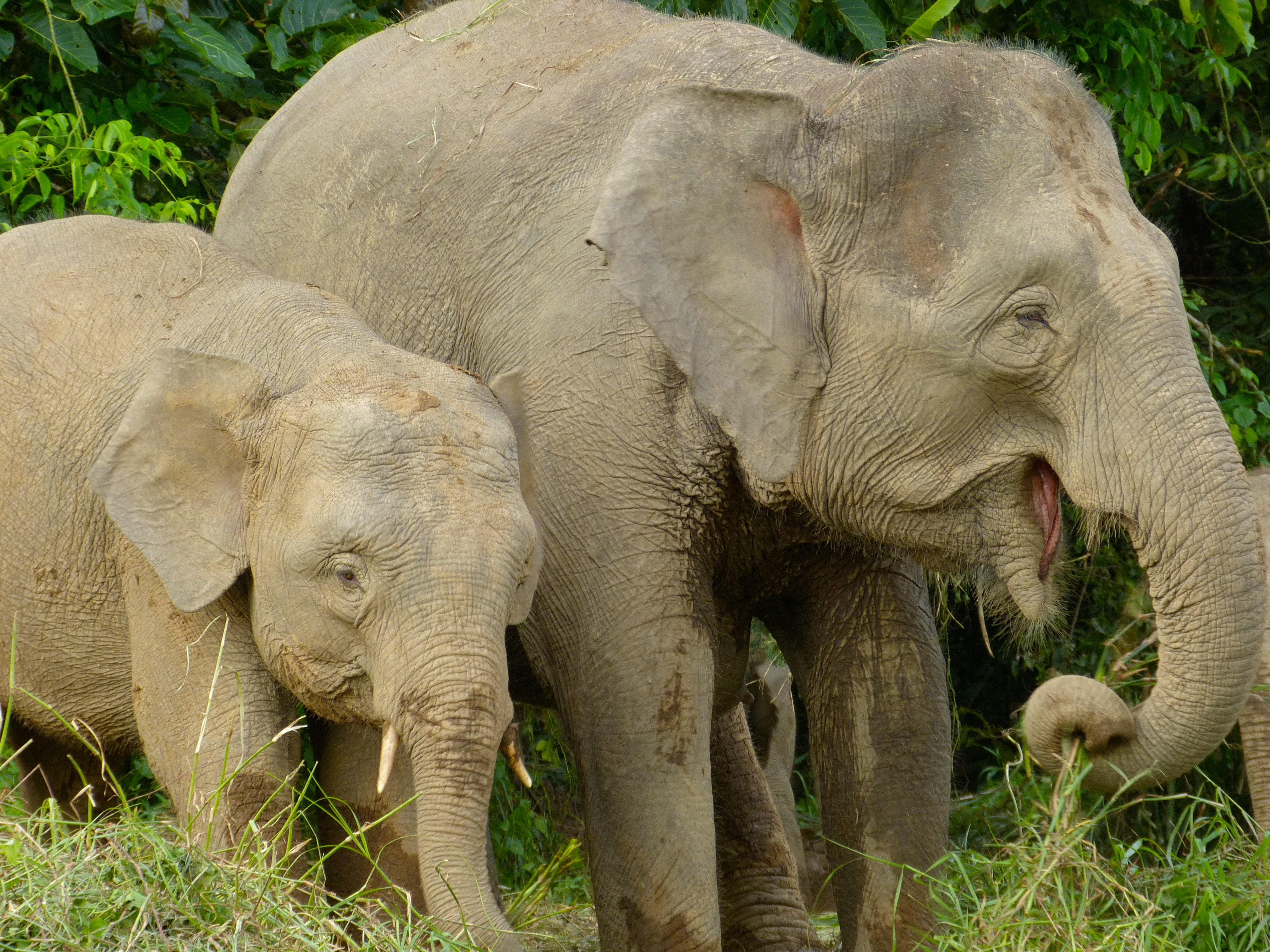
Слон борнейський
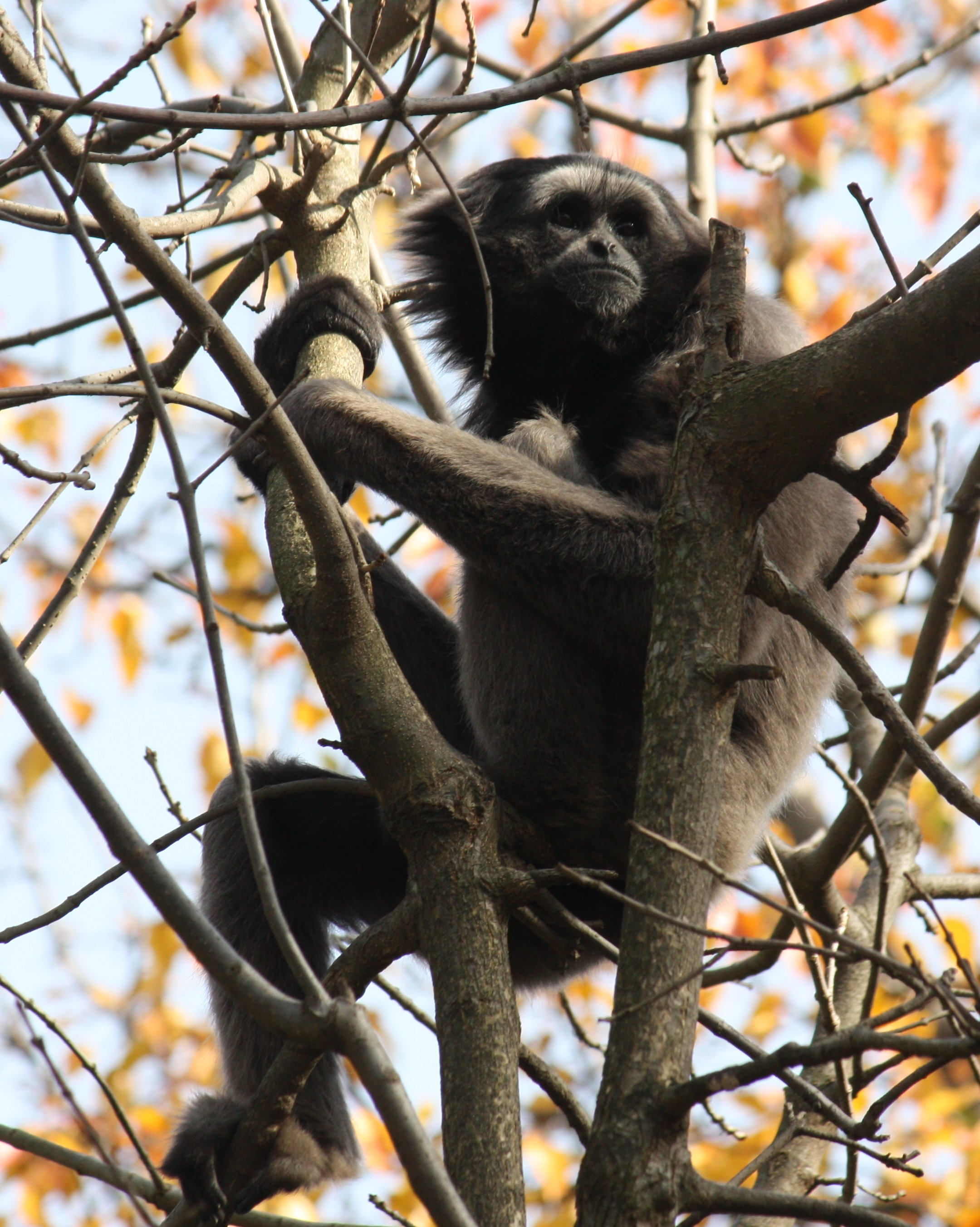
Гібон Мюллера
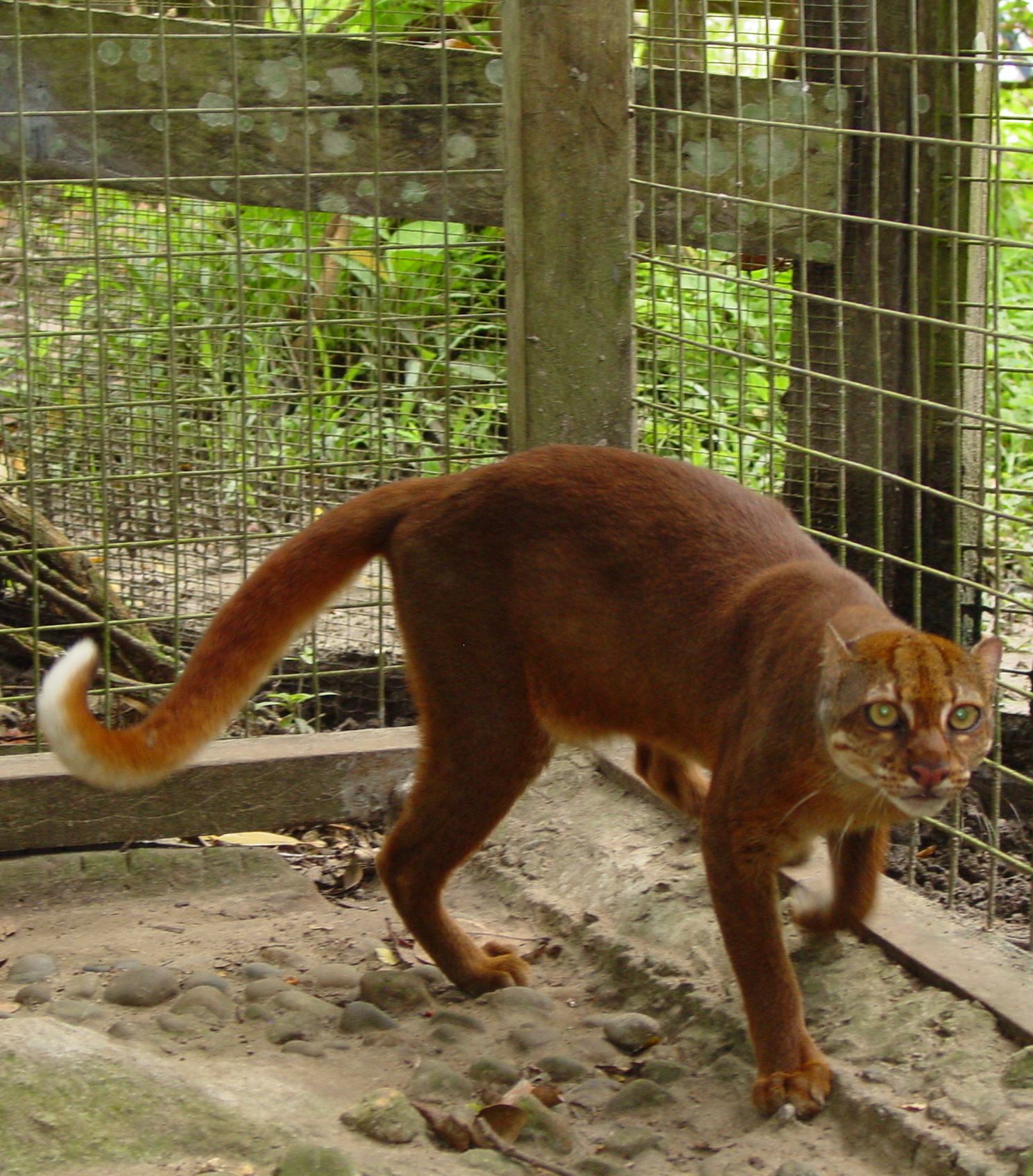
Гніда кішка
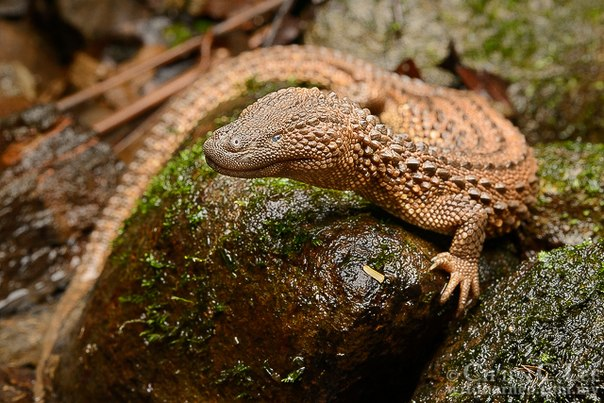
Безвухий варан
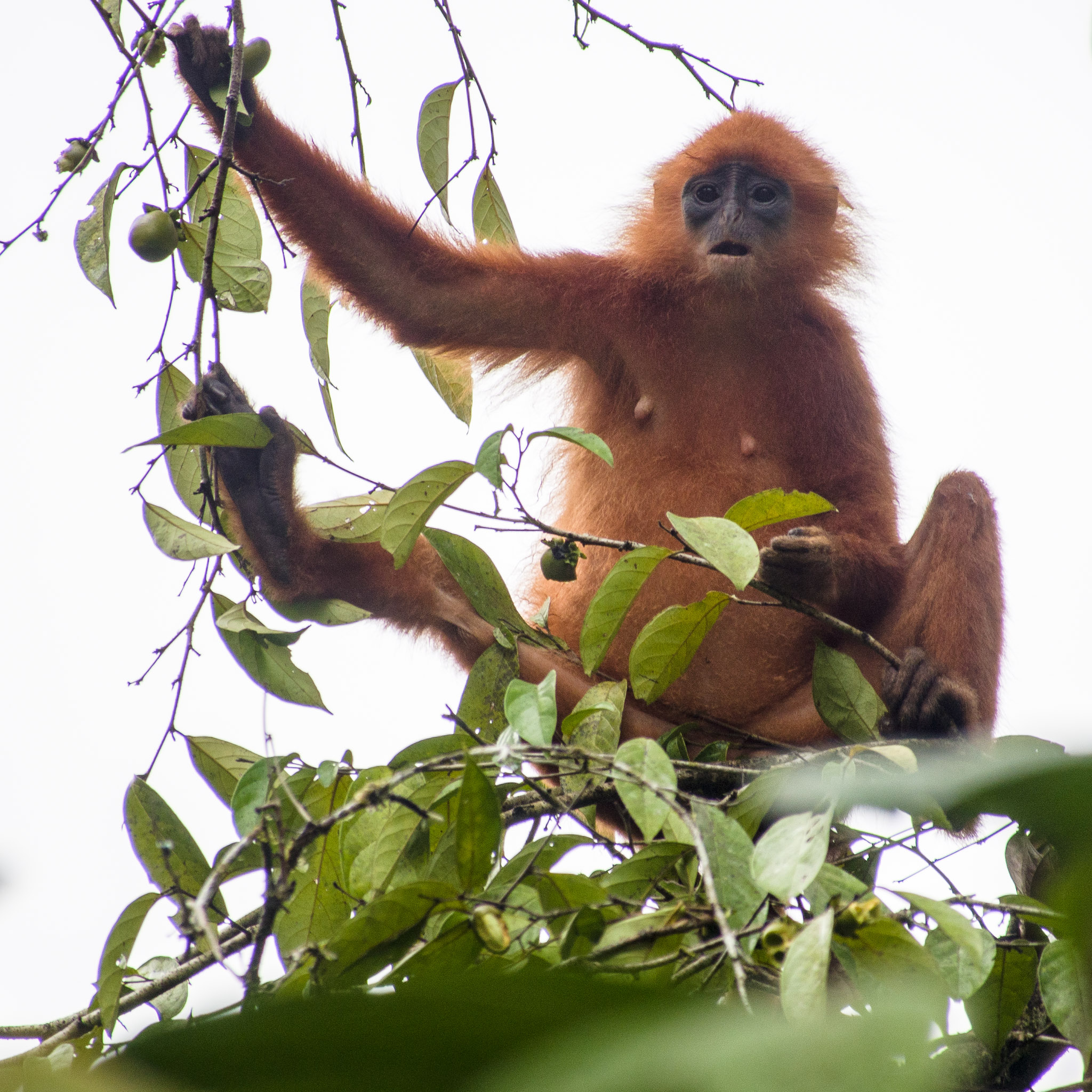
Сурілі бордовий

На Північному Калімантані знаходиться національний парк Каян-Ментаранґ: займаючи площу понад 13,6 тис. км² (майже п'ята частина площі провінції), він є одним з найбільших національних парків Південно-Східної Азії і найбільшим зі суто наземних національних парків цього регіону планети. Розташований в гірській місцевості у східній частині провінції, він безпосередньо примикає до кордону з малайзійським штатом Саравак. Цю охоронювану природну територію було засновано 1980 року як заповідник, проте 1996 року індонезійська влада знизили її статус до рівня національного парку. Відповідне рішення було прийнято на прохання місцевого населення про дозвіл тут обмеженої господарської діяльності (в межах Каян-Ментаранґу проживає близько 25 тисяч осіб — в основному представників даякських племен, що зберігають традиційний побут). У національному парку водяться представники більшості вищезазначених рідкісних видів. Опрацьовується програма з реінтродукції на цій землі борнейського слона.
Непомірної шкоди місцевій природі завдають браконьєрство, незаконна вирубка лісу і деякі інші види господарської діяльності людини, зв'язані з екологічними витратами. Індонезійська влада розраховує, що створення провінції Північний Калімантан і становлення її адміністративних структур дозволить забезпечити більшу дієздатність природоохоронних заходів в цій частині країни.

## Адміністративний устрій

### Правовий статус і адміністративний поділ

Адміністративна карта провінції Північний Калімантан
1. Округ Малінау
2. Округ Нунукан
3. Округ Тана-Тідунґ
4. Округ Булунґан
5. Муніципалітет Таракан

Північний Калімантан є однією з 32 провінцій Індонезії (ще дві адміністративно-територіальні одиниці країни - особливі округу Джакарта і Джок'якарта — мають рівний з провінціями статус). Його адміністративний устрій регулюється Законом № 20 від 2012 про утворення провінції Північний Калімантан, який набрав чинності 16 листопада 2012 року. Передбачений законом процес утворення адміністративних структур провінції був в основному завершений до кінця 2013 року. На делімітацію кордону із сусідньою провінцією Східний Калімантан, а також внутрішніх адміністративних кордонів провінції було відведено п'ятирічний строк — до листопада 2017 року.
У складі провінції є чотири округи — Булунґан, Малінау, Нунукан і Тана-Тідунґ, а також один міський муніципалітет — Таракан, який має рівний статус з округами. У складі округів і муніципалітету 47 районів, у складі котрих, своєю чергою, 473 адміністративні одиниці нижчого рівня — села і поселення.
Адміністративний центр провінції — Танджунґселор, розташований в окрузі Булунґан і є за сумісництвом адміністративним центром останнього.
| Назва округу/муніципалітету | Адміністративний центр | Кількість районів |
| --------------------------- | ---------------------- | ----------------- |
| Булунґан                    | Танджунґселор          | 10                |
| Малінау                     | Малінау                | 15                |
| Нунукан                     | Нунукан                | 15                |
| Тана-Тідунґ                 | Тіденґ-Пале            | 3                 |
| Таракан                     | Таракан                | 4                 |

### Місцева влада
Північний Калімантан, як й усі провінції Індонезії, очолюється губернатором, який складає місцеву адміністрацію. Відповідно до Закону Республіки Індонезії № 32 від 2004 року, губернатор і його єдиний заступник обираються у ході прямих виборів, що проводяться раз в 5 років. 12 лютого 2016 року на посаді губернатора і віце-губернатора Північного Калімантану за підсумками перших в історії провінції виборів вступили, відповідно, Іріа́нто Ла́мбрі та Уді́н Хіа́нґіо. До того Іріанто Ламбрі протягом трьох років очолював провінцію у статусі в. о. губернатора, який було присвоєно йому розпорядженням міністра внутрішніх справ Індонезії.

Герб Провінції Північний Калімантан

Законодавчу владу здійснює однопалатна Провінційна рада народних представників у складі 115 депутатів, які також обираються жителями шляхом прямих виборів і мають п'ятирічний строк повноважень. Перший склад ради утворено за підсумками виборів, які відбулися в квітні 2-14 року одночасно з черговими загальними парламентськими виборами. У раді представлено фракції 12-ох політичних партій. Його спікером є Марте́н Сабло́н (індонез. Marthen Sablon), обраний на цю посаду 30 березня 2015 року. Депутатами сформовано чотири постійно чинних комітети і кілька непостійних комісій.

### Герб провінції
Відповідно до чинного законодавчого акту герб провінції має форму щита, п'ятикутна подоба якого символізує вірність п'яти принципам Панча Сила — державної ідеології Індонезії. Золота п'ятикутна зірка на чолі щита символізує віру в єдиного Бога — перший з п'яти принципів Панча Сила. Розташована під зіркою біла стрічка містить напис індонезійською мовою чорними великими літерами «KALIMANTAN UTARA», що означає «Північний Калімантан». Брами, утворені двома державними прапорами, символізують приналежність провінції Республіці Індонезії. Усередині брам — спис і паранґ, схрещені на тлі щита, прикрашеного візерунками, традиційними для даяків, булунґанів і тідунґів: це озброєння символізує традиційну культуру корінних народів в провінції, а також їхню єдність, злагоду і готовність протистояти будь-яким викликам. Рисовий пагін і гілочка бавовни, що обрамляють браму з прапорів, символізують загальну соціальну справедливість — четвертий з принципів Панча Сила. Нижче — блакитні хвилі, що символізують море, яке омиває берег провінції, перенизуваний чотирма білими хвилями, які, своєю чергою, символізують чотири найбільші річки провінції — Каян, Сесаяп, Сембакунґ і Себуку. Під хвилями на блакитному тлі золота стрічка з написом булунґанською мовою, зробленим чорними великими літерами: «BENUANTA», тобто «Наш край».

## Населення

### Чисельність, розселення, статевий склад
Населення, за даними 2015 року, становить 641 936 осіб — таким чином, Північний Калімантан є найменш населеною провінцією Індонезії. Також останнє місце серед 34 провінцій країни він займає і за густотою населення — вона становить близько 8,5 чоловік на км² при загальнонаціональному показнику на рівні більше 130 чоловік на км². При цьому населення провінції розподілено дуже нерівномірно: прибережні райони заселені значно щільніше, ніж внутрішні. Найгустонаселенішим є муніципалітет Таракан (більш 939 чоловік на км²), найменша густота населення зареєстрована в окрузі Малінау (близько 1,8 чоловік на км²).
| Назва округу/муніципалітету | Населення (осіб) | Площа (км²) | Густота (осіб/км²) |
| --------------------------- | ---------------- | ----------- | ------------------ |
| Булунґан                    | 129 381          | 13 925,72   | 9,3                |
| Малінау                     | 77 492           | 42 620,70   | 1,8                |
| Нунукан                     | 177 607          | 13 841,90   | 12,8               |
| Тана-Тідунґ                 | 21 891           | 4 828,58    | 4,5                |
| Таракан                     | 235 565          | 250,80      | 939,3              |
| Загалом/у середньому        | 641 936          | 75 467,70   | 8,5                |

Темпи зростання населення в Північному Калімантані значно випереджають загальнонаціональні. У середньому за провінцією вони становлять близько 3,8% на рік, в Тана-Тідунґ же перевищують 7% на рік (проти 1,1% загальнонаціональних). Характерно помітне превалювання чоловічого населення над жіночим: показник співвідношення статей коливається від 1,1 для Таракану до понад 1,23 для Тана-Тідунґ, складаючи у середньому за провінцією 1,13 (проти 1,01 на загальнонаціональному рівні).

### Етноконфесійних склад

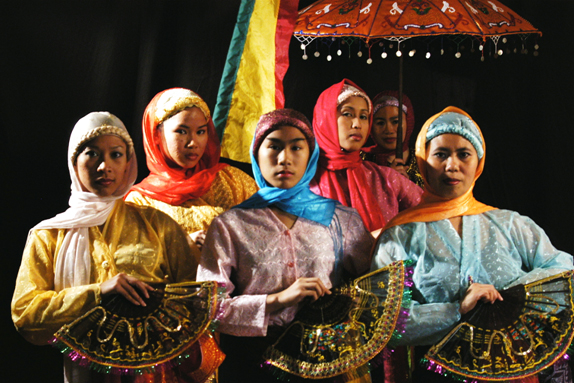
Жінки народності сулу, яка становить значну частину населення провінції

Етнічний склад населення дуже різноманітний. Основну частину жителів провінції складають представники корінних калімантанських народностей і етнічних груп — булунґани, тідунґи, даяки, банджари, буґіси, сулу. При цьому є досить істотною частка — особливо серед міського населення — яванців і сунданців, основна частина яких є переселенцями або нащадками переселенців, які прямували на ці землі в рамках масштабних трансміграційних програм, що здійснювалися як нідерландською колоніальною адміністрацією в 1900-ті роки, так і владою незалежної Індонезії в 1950–90-ті роки. Крім того, в містах проживають громади індонезійських китайців.
Відносна більшість населення сповідує іслам сунітського толку, однак є і вельми численні громади християн — як католиків, так і протестантів, а також невелика кількість представників інших віросповідань. Так, за даними 2015 року про прихильність ісламу заявило 275 764 особи, протестантизму — 111 233 особи, католицизму — 31 961 осіб, буддизму — 1224 осіб й індуїзму — 243 людини. У провінції зареєстровано 337 мечетей і 251 мусалла, 430 протестантських і 117 католицьких церков, 3 буддистських і 2 індуїстських храмів.
Більша частина дорослого населення провінції володіє державною мовою країни — індонезійською. При цьому на побутовому рівні широко поширене використання місцевих мов.

## Економіка

### Загальний стан, основні показники
Північний Калімантан відноситься до числа найменш розвинених в економічному відношенні провінцій Індонезії. Обсяги видобутку і переробки нафти, які довгий час мали загальнонаціональне значення, з кінця XX століття неухильно знижуються, і на роль ключових галузей місцевого господарства поступово виходять лісова промисловість і рибальство, які мають розвиток, відповідно, у внутрішніх і в прибережних районах провінції.
2015 року обсяг місцевого валового регіонального продукту склав близько 62,82 трлн індонезійських рупій (більш 4,563 млрд дол. США за курсом на кінець року). Річні темпи зростання ВРП склали близько 5,3% проти 4,8% загальнонаціонального показника 2015 року. У попередні роки темпи зростання були дещо вищі — аналогічно загальнонаціональним показниками. Так, за даними на 2012 рік зростання ВРП в окрузі Малінау становило 11,4%, в Нунукані — 6,8%, у Тана-Тідунґ — 6,7%, в Булунґані — 5,8% і в Таракані — 5,3% (проти 6% зростання загальнонаціонального ВВП)..
| Галузь економіки                                  | Частка у ВРП провінції (%) |
| ------------------------------------------------- | -------------------------- |
| Видобувна промисловість                           | 28,05                      |
| Сільське господарство, рибальство і лісозаготівлі | 17,06                      |
| Будівництво                                       | 12,02                      |
| Торгівля                                          | 10,40                      |
| Переробна промисловість                           | 9,73                       |
| Транспорт і логістика                             | 6,29                       |

Безробіття 2015 року було зареєстровано на рівні 5,68 від працездатного населення — трохи нижче загальнонаціонального показника. Серед жінок рівень безробіття був трохи вище, ніж серед чоловіків, — 6,56% проти 5,31%. На 2012 рік в окрузі Малінау воно становило 9,2%, в Нунукані — 11,8%, у Тана-Тідунґ — 8,8%, у Булунґані — 8,9% і в Таракані — 8,2% (проти 6,1% в ц́ілому за країною).
Важливою відмінною рисою місцевої економіки є традиційно сильні економічні зв'язки зі сусідньою Малайзією. Заготівля деревини й інших поновлюваних природних ресурсів, лов риби у прибережних водах здійснюється в основному малайзійськими компаніями або їхніми місцевими підрядниками. У прикордонних районах відзначається ходіння малайзійського ринггіта разлм із індонезійською рупією. За задумом індонезійської влади створення провінції покликане прискорити інтеграцію цих територій у систему національної економіки і обмежити тут вплив Малайзії.

### Промисловість
Основний обсяг промислового сектора забезпечують видобувні галузі, головною серед яких історично є нафто- і газовидобування. З початку XX століття центром місцевої нафтовидобутку був острів Таракан, однак до кінця сторіччя тутешні родовища в значній мірі вичерпалися: за прогнозами деяких фахівців, вони можуть бути повністю вироблені до 2020 року. Разом з тим місцева влада, а також керівництво наявних тут індонезійських нафтових компаній Pertamina і MedcoEnergi не залишають надію розвідати на острові та довколишньому шельфі нові запаси нафти: 2013 року оголошено про плани кардинального осучаснення місцевої нафтової промисловості за рахунок залучення внутрішніх і зарубіжних вкладань. Ідеться про те, щоб забезпечити стабільний видобуток щонайменше з 1346 наявних тут свердловин, багато з котрих нині перебувають у занедбаному стані. Поки ж унаслідок різкого зниження обсягів видобутку на Таракані центр нафтовидобувної провінції усе більш зміщується в округ Булунґан: так, з трохи більше 3 млн барелів нафти, здобутих 2013 року в провінції, більше 1,7 млн барелів доводилося на промисли Булунґана і лише 886 тис. — на тараканські.
Обсяг видобутку природного газу 2013 року склав 1,474 млрд BTU. Більше 90% цього обсягу припадає на округ Булунґан, решта — на острів Таракан.
Розширюється видобуток кам'яного і бурого вугілля. Крім того, розвідано значні запаси вапняку (близько 3,18 млн тонн 2015 року) і кварцового піску (близько 1 млрд тонн).
Переробну промисловість представлено підприємствами головним чином харчової, нафто- і газопереробної, а також деревообробної промисловості.

### Сільське і лісове господарство, рибальство
Основою сільського господарства традиційно є землеробство, основною сільськогосподарською культурою — рис, який приблизно в рівних частках вирощується на заливних і на суходільних полях. Урожай рису 2015 року склав близько 112 тис. тонн. Інші значущі культури — кассава (урожай — близько 39 тис. тонн), олійна пальма (близько 24 тис. тонн олії), какао-боби (7774 тонни), кукурудза (5430 тонн), різні каучуконоси (3084 тонни натурального каучуку), батат (2851 тонна), соя (2239 тонн), кава (1838 тонн), кокоси (1258 тонн), банани (905 тонн), пекінська капуста (375 тонн), арахіс (257 тонн), манго (222 тонни) , дуріан (167 тонн), різні цитрусові (120 тонн), маш (113 тонн), перець чилі (110 тонн).
Тваринництво грає другорядну роль. Поголів'я великої рогатої худоби становить 22 189 голів (зокрема 18 763 корови і 3426 буйволів), дрібної рогатої худоби — 12 596 голів (зокрема 12 408 кіз і 188 овець), свиней — 25 991 голова. Розвивається птахівництво: в господарствах місцевих жителів налічується понад 1,55 млн курей і близько 32 тис. мускусних качок.
Рибальство активно практикується як в морській акваторії, так і на численних річках, що протікають територією провінції. Обсяги морських і річкових уловів цілком порівнянні: так, 2015 року перший склав 14 716 тонн, другий — 10 647 тонн. Задля потреб рибальства використовується 1 458 моторних судів, 1006 моторних і 91 безмоторних човен.
Лісозаготівлі традиційно ведуться в дуже великих масштабах. 2015 року було заготовлено 1 937 474 кубометра круглих лісоматеріалів. При цьому подальша обробка лісоматеріалів на території провінції не здійснюється, вони в початковому вигляді поставляються в інші регіони Індонезії або за кордон.

### Зовнішня торгівля
Провінція грає дедалі більшу роль у зовнішньоторговельних зв'язках Індонезії, зокрема, в їхній експортній складовій. 2015 року обсяг офіційно зареєстрованого експорту склав 8,992 млрд дол. США в цінах FOB. Його основними статтями були буре вугілля (на суму 3,587 млрд дол. США), інші сорти вугілля (5,347 млрд дол. США), пальмова олія (близько 19 млн дол. США), риба і морепродукти (більше 3 млн дол. США). Основні обсяги вивезеної звідси продукції надходять до Індії (на суму 4,694 млрд дол. США), КНР (1,587 млрд дол. США), Японію (826 млн дол. США), Тайвань (706 млн дол. США), Республіку Корею (385 млн дол. США), Малайзію (311 млн дол. США). При цьому обсяг імпортної продукції, що поставляється у провінцію, вельми невеликий: 2015 року він склав трохи більше 35 млн дол. США, з яких 27,6 млн припали на Малайзію, 6,3 млн — на КНР і 1,4 млн — на Сінґапур.

## Транспорт

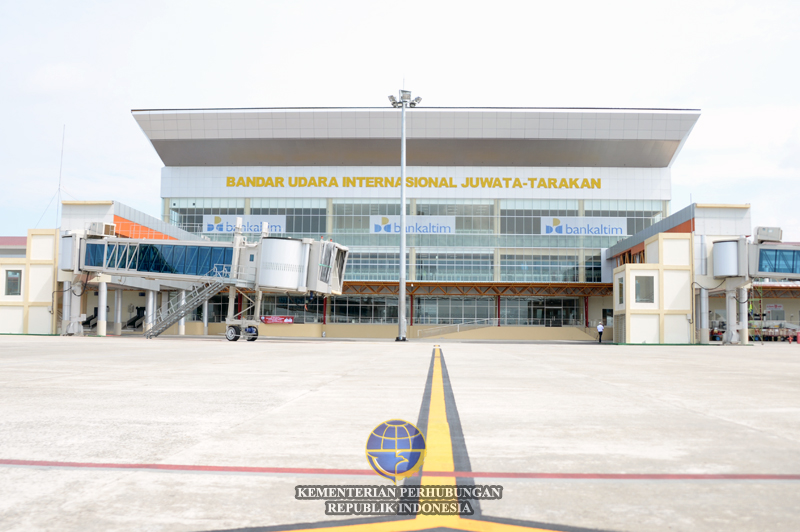
Міжнародне летовище Джувата — головна повітряна гавань провінції

У плані розвитку транспортної інфраструктури Північний Калімантан належить до числа найменш погожих провінцій Індонезії. Загальна протяжність автомобільних доріг складає 238 129 км, з яких тільки 9351 км припадає на дороги з асфальтовим покриттям, 47 402 км — на дороги з іншим твердим покриттям і 181 376 км — на ґрунтові дороги.
Стан значної частини доріг — особливо у внутрішніх районах провінції — зізнається незадовільним. Як місцеві, так і центральна влада Індонезії роблять зусилля для нарощування темпів залізничного та дорожнього будівництва в цій частині Калімантану. Першочерговим завданням на даному напрямку є прокладання транскалімантанської шосейної дороги уздовж кордону з Малайзією довжиною 1900 км, яке планується завершити не пізніше початку 2019 року.
У провінції зареєстровано 8724 легкових автомобіля, 5508 вантажівок, 72 автобуси і 123 731 двоколісний транспортний засіб.
Головним транспортним осередком провінції є Таракан. Тут знаходиться єдиний міжнародний аеропорт — Джувата, пасажирооборот якого перевищує 1 млн осіб на рік, а також основний морський порт — Малундунґ (індонез. Malundung).

## Охорона здоров'я
З точки зору охорони здоров'я Північний Калімантан категоризується як одна зі середньорозвинених провінцій Індонезії. Очікувана тривалість життя тут помітно перевершує загальнонаціональний рівень — 70,2 року проти 68,9 року у чоловіків і 73,9 проти 72,6 року у жінок (6-те місце серед 34 провінцій країни). Більш вдало, ніж у середньому по країні, йде справа і з показниками дитячої (22 проміле проти 29 загальнонаціональних) і материнської смертності (174 випадки на 100 000 проти 240 загальнонаціональних). Водночас місцева влада визнає, що подібні показники можуть не відповідати дійсному становищу у силу недосконалості статистичних досліджень.
На 10 000 людей населення припадає 3,6 лікаря (проти 2,9 на загальнонаціональному рівні). Усього в провінції зареєстровано 230 лікарів, 1303 медсестри, 698 акушерів, 144 фармацевта і 174 представника інших спеціальностей, залучених у сфері охорони здоров'я.  Є 8 лікарень, 13 поліклінік і амбулаторій, а також 3 пологових будинки. Крім того, працюють 54 медичних пункти широкого профілю (так званих центрів суспільної охорони здоров'я, індонез. Pusat Kesehatan Masyarakat), очолюваних дипломованим лікарем, персонал яких надає меддопомогу не менше ніж у 8 напрямках; а також 268 пунктів здоров'я матері і дитини (так званих пунктів об'єднаного обслуговування (індонез. Pusat Pelayanan Terpadu)), очолюваних, як правило, фельдшером або медсестрою.
Відповідно до офіційної статистики інфекційних захворювань, 2015 року в провінції було зареєстровано 3093 випадки малярії, 1 667 випадків лихоманки денге, 469 випадків туберкульозу, 95 випадків СНІД, 88 випадків ВІЛ-інфекції, 42 випадки прокази і 17 випадків сифілісу.

## Освіта і культура

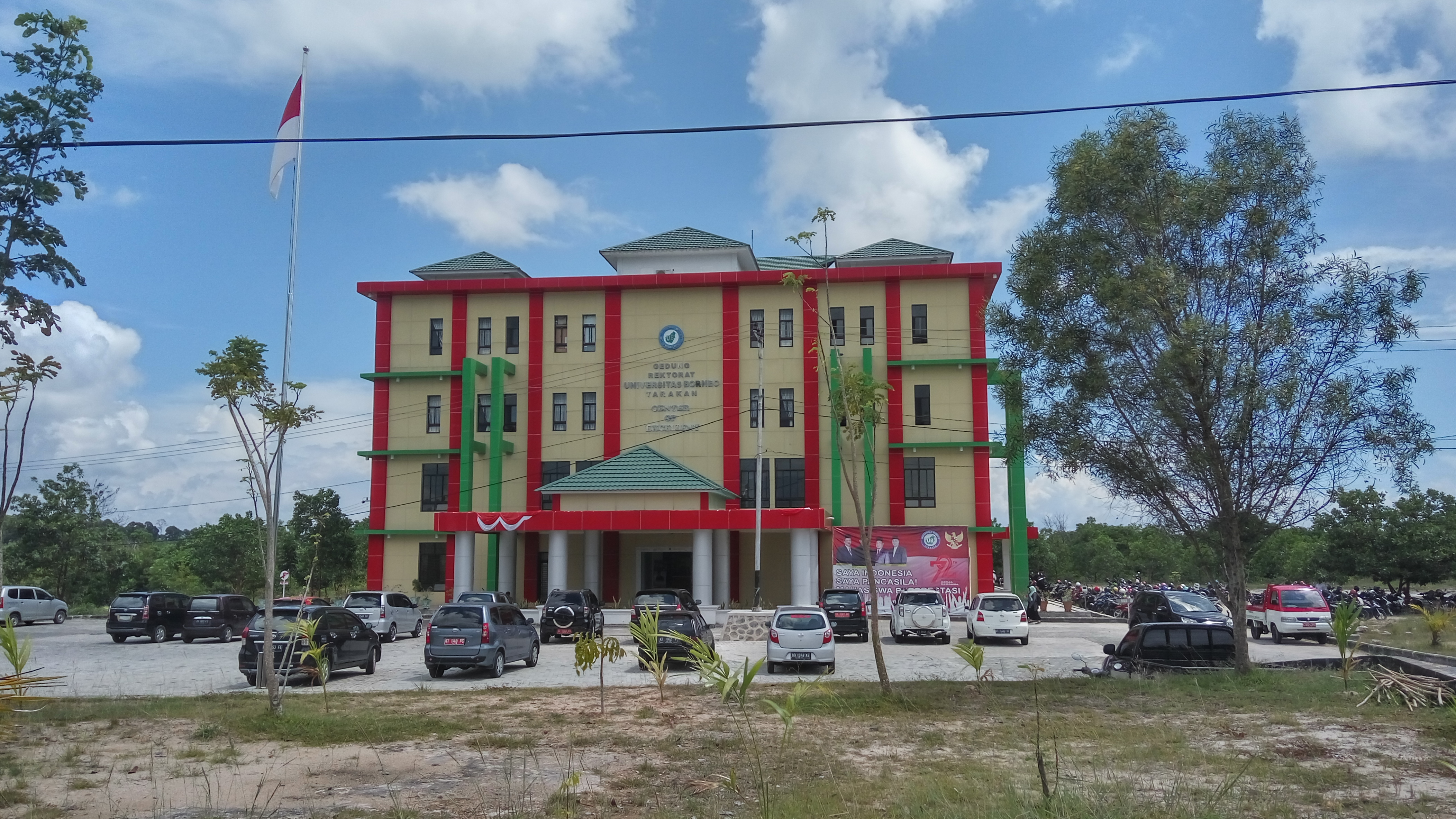
Будівля ректорату Університету «Борнео»

На 2015 рік у Північному Калімантані є 451 початкова школа (1–6 класи, діти від 7 до 12 років) з 78 156 учнями і 5494 викладачами, 159 середніх шкіл першого ступеня (7–9 класи, від 13 до 15 років) з 27 556 учнями і 2173 викладачами, а також 57 середніх шкіл другого ступеня (10–12 класи, від 16 до 18 років) з 15 141 учням і 1458 викладачами. Єдиним університетом провінції є державний Університет «Борнео», розташований у Таракані, який було засновано 1999 року. В університеті сформовано 7 факультетів, чисельність студентів становить понад 4500 осіб. Окрім того, статус ЗВО мають 4 приватні академії, в яких навчається в загальній складності близько 2400 студентів. Загальна чисельність професорсько-викладацького складу вищих навчальних закладів провінції — 311 осіб, 179 з яких мають ступінь магістра і 13 — ступінь доктора наук.
Є 74 громадських, 17 відомчих і близько 300 шкільних бібліотек.
Осередком культурного життя історично є Таракан. У місті є три музеї, меморіали, присвячені подіям Другої світової війни, кінотеатри.

## Спорт
Спортивна інфраструктура в провінції розвинена досить слабо. Її найбільшими об'єктами є футбольні стадіони «Анді-Чочок» і «Дату-Аділ», розташовані, відповідно, в Танджунґселорі й у Таракані та розраховані на 15 000 глядачів кожен.
За даними провінційного відділення Індонезійського національного комітету зі спорту, створеного в січні 2015 року, найбільші зачини є в розвитку таких спортивних дисциплін, як шахи, скелелазіння, вільна боротьба, тхеквондо, різні напрямки кемпо, вітрильний і мотоциклетний спорт, — з урахуванням того, що жителі Північного Калімантану становили значну частину відповідних команд Східного Калімантан до поділу цих провінцій.
У вересні 2016 року північнокалімантанські спортсмени вперше взяли участь у Національному спортивному тижні — самому значному спортивному заході Індонезії, проводжувані раз на чотири роки за участю команд усіх провінцій країни. За підсумками змагань, що проходили у Бандунзі, команда Північного Калімантану зайняла в загальномедальному заліку 27-ме місце серед 34 провінційних команд, завоювавши 3 золоті і 3 бронзові медалі.